# 17184 Carlrogers
17184 Carlrogers è un asteroide della fascia principale. Scoperto nel 1999, presenta un'orbita caratterizzata da un semiasse maggiore pari a 3,0611743 UA e da un'eccentricità di 0,0668541, inclinata di 8,57397° rispetto all'eclittica.